# برج بهمنی
برج بهمنی، روستایی از توابع بخش مرکزی شهرستان کهگیلویه در استان کهگیلویه و بویراحمد ایران است مردم این روستا از ایل اولادمیرزالی هستند و اکثریت به شغل کشاورزی مشغول هستند

## جمعیت
این روستا در دهستان دهدشت غربی قرار دارد و براساس سرشماری مرکز آمار ایران در سال ۱۴۰۱، جمعیت آن  695نفر (121خانوار) بوده‌است.